# Lou Leon Guerrero

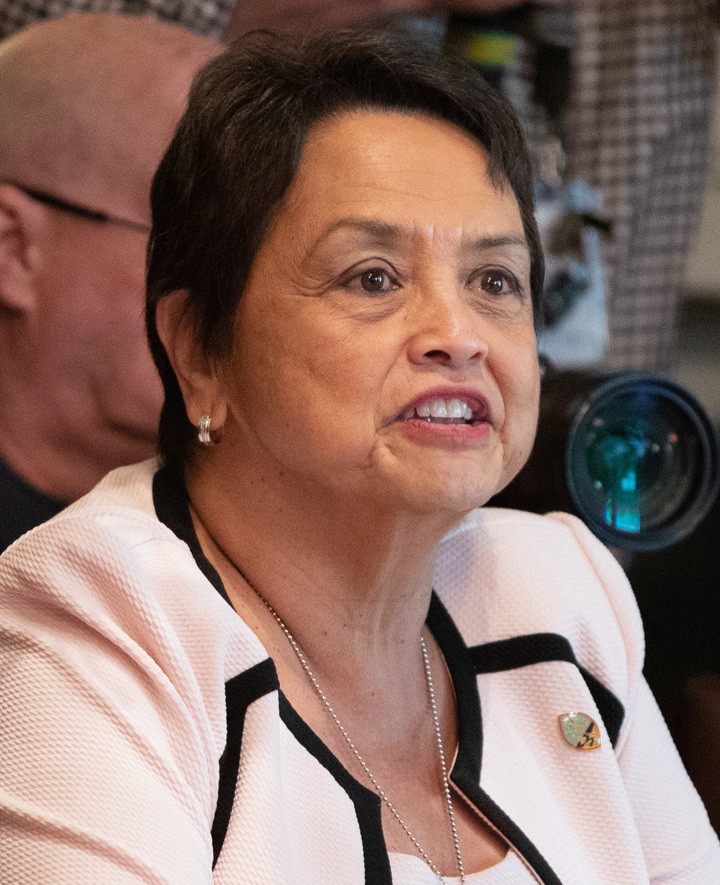
Lou Leon Guerrero (2018)

Lourdes “Lou” Aflague Leon Guerrero (8 de novembro de 1950, Guam) é a nona Governadora de Guam, desde 2019, e a primeira mulher a ocupar esse cargo no território. Além disso, ela é enfermeira registrada, empresária e formuladora de políticas. Teve mandatos na Assembleia Legislativa de Guam de 1995 a 1999 e de 2001 a 2007. Também atuou como presidente e CEO do Banco de Guam, de 2007 a 2017.

## Trajetória
Formada pela Academia de Nossa Senhora de Guam (AOLG), iniciou sua carreira na enfermagem, obtendo um Bacharelado em Ciências em Enfermagem pela Universidade Estadual da Califórnia e, posteriormente, um Mestrado em Saúde Pública pela UCLA. Ela trabalhou como enfermeira em hospitais na Califórnia e em Guam. Também ocupou vários cargos de gestão na área de saúde no Hospital Memorial de Guam e na FHP Inc., além de ter atuado no Conselho de Curadores do GMHA. 
Foi presidente da Associação de Enfermeiras de Guam. Nesta função, se opôs aos esforços de proibir o aborto na ilha. Leon Guerrero venceu a eleição para a legislatura de Guam em 1994, cumprindo dois mandatos antes de concorrer sem sucesso a vice-governadora em 1998. Ela voltou a servir na legislatura de Guam de 2001 a 2007, antes de deixar o serviço público para trabalhar no setor privado até 2017.
Desde que assumiu o cargo de governadora de Guam, em janeiro de 2019, conseguiu eliminar o déficit de $83 milhões no fundo geral do governo de Guam, aumentou os salários de enfermeiras, policiais e professores, e encerrou dois custosos processos de administração federal. Em seu primeiro ano de mandato, trabalhou com a Assembleia Legislativa de Guam para aumentar o salário mínimo, legalizar o uso da cannabis e conceder milhões em reparações de guerra aos sobreviventes da Segunda Guerra Mundial em Guam.
Em resposta à pandemia global, criou o primeiro programa de desemprego da ilha, fornecendo $808 milhões a mais de 30.000 trabalhadores deslocados. E $100 milhões em auxílio direto distribuído a mais de 2.500 empresas locais e a múltiplos programas inovadores para ajudar as famílias de Guam na recuperação. 